# Valerianella pontica
Valerianella pontica är en kaprifolväxtart som beskrevs av Vladimir Ippolitovich Lipsky. Valerianella pontica ingår i släktet klynnen, och familjen kaprifolväxter. Inga underarter finns listade i Catalogue of Life.